# Jerzy Leopold Stiasny

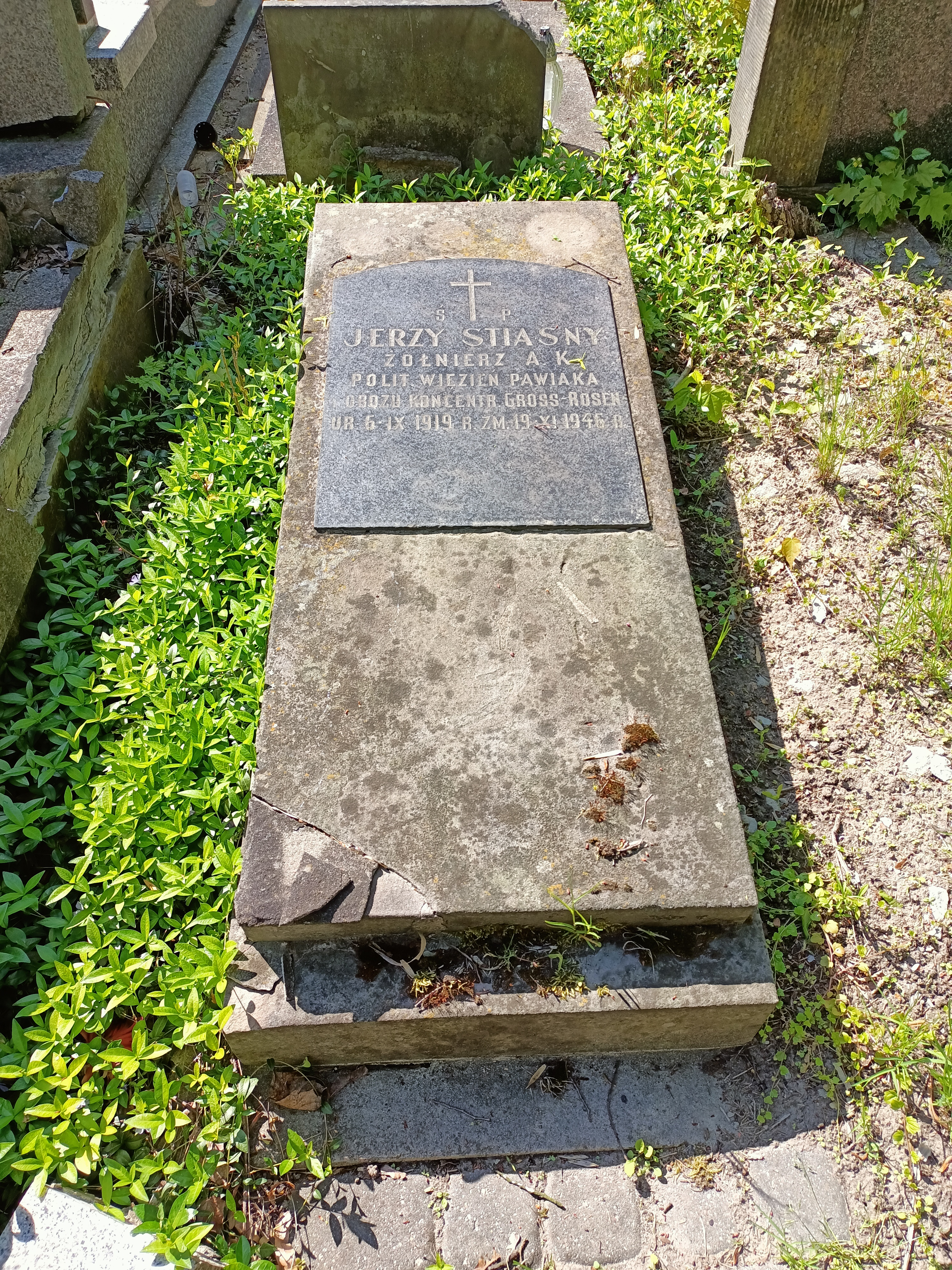
Grób Jerzego Stiasnego na cmentarzu Powązkowskim

Jerzy Leopold Stiasny przybrane nazwisko Jerzy Krygier, pseudonimy: „Krüger”, „W-6” (ur. 6 września 1919 w Knihininie, zm. 19 listopada 1946 w Warszawie) – członek ZWZ–AK, więzień obozu koncentracyjnego Gross–Rosen.  

## Życiorys
Urodził się 6 września 1919 w rodzinie Leopolda (nauczyciel i inspektor szkolny) oraz Marii z domu Ludwig (nauczycielka). Uczęszczał do Gimnazjum im. Adama Mickiewicza w Nowogródku, Gimnazjum Państwowego im. Józefa Poniatowskiego w Łowiczu oraz od września 1933 do Gimnazjum Państwowego im. Bolesława Chrobrego w Piotrkowie Trybunalskim w którym w czerwcu 1937 otrzymał świadectwo dojrzałości. Studiował od października na Wydziale Prawa Uniwersytetu Warszawskiego i jednocześnie od października 1938 na Wydziale Dyplomatyczno-Konsularnym Szkoły Nauk Politycznych w Warszawie. Podczas okupacji mieszkał przy ul. Oboźnej 1 używając dokumentów na nazwisko Jerzy Krygier. Od grudnia 1941 w konspiracji w ZWZ-AK, ale nie jest znany jego początkowy przydział. Kierownik kancelarii komórki więziennej od maja 1943 i zastępca Zygmunta Dembińskiego, a kiedy ten 12 listopada został umieszczony ze złamaną nogą w szpitalu to Stiasny został kierownikiem komórki więziennej („Kratka”) referatu 998 Wydziału Bezpieczeństwa i Kontrwywiadu Oddziału II KG AK. Szef Wydziału Bezpieczeństwa i Kontrwywiadu Bernard Zakrzewski we wniosku odznaczeniowym z sierpnia 1943 pisał o nim: „Zdolny, inteligentny, bardzo sumienny i systematyczny, dobrze kierujący podwładnymi. Ideowy, oddany całkowicie”. W nocy z 8/9 lub z 9/10 grudnia został aresztowany podczas przypadkowego pobytu w lokalu konspiracyjnym Biura Studiów Oddziału II KG AK znajdującym się przy ul. Marszałkowskiej 1 i osadzony na Pawiaku. Wywieziony w marcu 1944 do obozu koncentracyjnego Gross-Rosen, w którym w grudniu uczestniczył w przygotowaniach do nieudanej ucieczki. 
Wiosną 1945, kiedy obóz wyzwolono powrócił do kraju i zamieszkał w Gdańsku. Studiował od października w Wyższej Szkole Handlu Morskiego w Gdyni. Aresztowany i przewieziony do więzienia mokotowskiego w Warszawie. W ciężkim stanie został umieszczony w szpitalu więziennym na początku września 1946. Na rozprawę sądową został wniesiony na noszach i skazany na 10 lat więzienia, a 15 listopada zwolniony na 6-miesięczną przerwę w odbywaniu kary z uwagi na stan zdrowia i w beznadziejnym stanie przewieziony do Szpitala Wolskiego, w którym zmarł 19 listopada 1946. 
Pochowany został na Cmentarzu Powązkowskim (kwatera 142-5-13).